# Ехо Кобеляк
«Тижневик ЕХО» — кобеляцька міжрайонна україно- та російськомовна суспільно-політична газета. Тижневик виходить щосуботи. Наклад: 10 500 примірників.

## Історія
Перший номер газети вийшов 19 липня 2003 року.

## Зміст
Виходить газета на 48 аркушах формату А4 один раз на тиждень. Основним наповненням газети є новини міста, району, області, України та світу, відповіді на запитання читачів, журналістські розслідування, оголошення (у т.ч. безкоштовні), реклама, програма телепередач, тематичні сторінки, поради, консультації, цікаві історії, анекдоти, кросворди, гороскопи тощо.